# 華利·伯格
華特·安東·伯格（英語：Walter Anton Berger，1905年10月10日—1988年11月30日），為美國職棒大聯盟的外野手。生涯曾效力過勇士/蜜蜂、巨人、紅人與費城人等隊。
伯格是1930年代大聯盟的強打者之一，他在1930年敲出38轟一度寫下國聯菜鳥紀錄，直到1987年才被打破。他在1935年成為國聯的全壘打王和打點王，並成為國聯第七位達成生涯200轟的選手。

## 職業生涯
1930年，伯格在菜鳥年就敲出38轟，也是20世紀唯一一位在7月結束前敲出20轟的選手。他菜鳥年的全壘打紀錄一直到1987年才被馬克·麥奎爾打破。他在生涯前51場比賽就擊出20轟至今仍是大聯盟最快紀錄，歷史上也只有蓋瑞·桑契斯和科迪·貝林傑成功追平紀錄。這年伯格的打擊率為3成10，打回119分打點也寫下國聯菜鳥紀錄，直到2001年才被亞伯特·普荷斯打破。
伯格生涯入選4次明星賽，並有2次擔任先發。1933年，他單季敲出27轟就佔了勇士全隊一半，最後他在MVP票選上拿下亞軍。1934年明星賽，美聯和國聯的18位先發選手中，伯格是唯一一位非名人堂選手。
1936年，伯格因為肩膀和手部傷勢影響打擊成績，於是他在1937年6月被交易到巨人。他在巨人的第一轟就是生涯200轟，球隊最後也打進世界大賽。不過伯格在世界大賽3打數無安打，最後巨人1勝4敗輸給洋基。1938年6月，伯格被交易到紅人。結果他在1939年世界大賽的成績更糟，累計15個打數無安打。1940年，他在費城人結束其職業生涯。

## 生涯打擊成績
| 出賽次數 | 打席 | 打數 | 得分 | 安打 | 二安 | 三安 | 全壘打 | 打點 | 盜壘 | 保送 | 三振 | 打擊率 | 上壘率 | 長打率 | OPS  |
| -------- | ---- | ---- | ---- | ---- | ---- | ---- | ------ | ---- | ---- | ---- | ---- | ------ | ------ | ------ | ---- |
| 1330     | 5666 | 5163 | 809  | 1550 | 299  | 59   | 242    | 898  | 36   | 435  | 693  | .300   | .359   | .522   | .881 |

## 晚年
伯格在退休後擔任洋基隊的球探，並在1949年於小聯盟執教。1988年，他因為中風而去世，享壽83歲。

## 外部連結
- 華利·柏格在美國職棒（英语）
- 華利·柏格在Baseball-Reference.com（大聯盟）（英语）
- 華利·柏格在Baseball-Reference.com（小聯盟以及海外聯盟）（英语）
- 華利·柏格在ESPN（MLB）（英语）
- 華利·柏格在FanGraphs.com（英语）
- 華利·柏格在The Baseball Cube（英语）